# Passatge del Rellotge
El Passatge del Rellotge és un conjunt arquitectònic situat als carrers dels Escudellers, 38-40 i dels Còdols, 2-8 de Barcelona, catalogat com a Bé cultural d'interès local. Constitueix una excel·lent mostra del tipus d'operacions urbanístiques que, a la segona meitat del segle xix i contemporàniament a l'edificació de l'Eixample, foren dutes a terme per tal d'aprofitar millor l'espai interior de grans parcel·les, com per exemple el passatges de Sert i el de la Pau.

## Història
A principis del 1862, el corredor reial de canvis Evarist Arnús i de Ferrer (1820-1890) i el paleta Martí Codina i Cruspinera (1821-1898) van adquirir una finca propietat dels marquesos de la Bàrcena als carrers dels Escudellers i dels Còdols, i el maig del mateix any van presentar el projecte del passatge i dels edificis que el conformen, signat pel mestre d'obres Narcís Nuet. Tanmateix, aquest va renunciar el novembre del 1863 i l'obra fou acabada sota la direcció de l'arquitecte Elies Rogent.
El 1869, Arnús va adquirir-ne la plena propietat en comprar la seva part a Codina, i el 1871 hi va instal·lar el seu despatx. Entre 1879 i 1880 va ampliar el conjunt amb les finques núm. 6 i 8 del carrer dels Còdols, segons sengles projectes del mateix Rogent. Aquesta part es distingeix de la resta per l'absència del darrer pis o golfes.

## Descripció
Les entrades al passatge són dues portades amb carreus i dovelles de pedra que configuren un gran arc de mig punt que imposta sobre d'una llinda recta, on hi ha el rètol de PASAJE DEL RELOJ. Aquest arc queda cobert amb una reixa molt ornamentada amb la data 1864 que es complementa amb la que tanca l'entrada. Les dues entrades queden cobertes per un sostre pla de fusta decorat amb motllures i florons de fusta, actualment tot pintant en blanc.
El passatge té forma de «T» de costats desiguals, els dos més llargs amb sortida i el tercer, més curt, sense sortida. Els edificis que l'envolten tenen un senzill disseny unitari, amb pisos separats per motllures. Es tracta d'unes construccions amb planta baixa, entresòl, tres pisos i golfes, coronades amb una cornisa i un terrat pla transitable. En el projecte original, les golfes tenien finestres bífores, una petita mostra del Rundbogenstil alemany introduït a Barcelona per Elies Rogent.
La planta baixa queda destinada majoritàriament a espai comercial, i algunes de les obertures han estat modificades i convertides en finestres. Aquest nivell se separa de l'entresòl a través d'una motllura esculpida amb una sanefa geomètrica d'inspiració grega i rematada per una petita cornisa. Les obertures d'aquest pis són balcons ampitats amb barana de ferro, algunes de les quals queden flanquejades per plafons pictòrics que reprodueixen un marc groc que emmarca un espai blanc.
Pel que fa a la resta de nivells, les obertures es configuren com balcons en voladís amb llosana de pedra i barana de ferro, amb alçada decreixent amb l'altura. Aquesta llosana redueix la seva amplada cap als pisos superiors i desapareix al darrer nivell, tot convertint-se en un balcó ampitat com el que hi ha a l'entresòl. Tot i la manca d'una decoració específica en les obertures, a cota de la llosana del balcó es desenvolupa una motllura que es repeteix en tots els nivells i els delimita visualment, i també es manté a les cantonades arrodonides, així com els plafons pictòrics de l'entresòl.
L'estat actual de conservació és bastant precari, i han desaparegut la claraboia que cobria el passatge i el rellotge que des d'un principi li donà nom, obra d'Albert Billeter i que assenyalava els dies del mes, les fases de la lluna i l'hora a diferents ciutats del món.